# Estación Santa Ana (Urquiza)
Santa Ana es una estación de ferrocarril ubicada en las cercanías de la localidad de Santa Ana en el Departamento Federación, Provincia de Entre Ríos, República Argentina

## Servicios
Pertenece al Ferrocarril General Urquiza, en el ramal que une las estaciones de Federico Lacroze, en la Ciudad Autónoma de Buenos Aires y Posadas, en la Provincia de Misiones.
No presta servicios de pasajeros. Por sus vías corren trenes de carga de la empresa estatal Trenes Argentinos Cargas.

## Ubicación
Se encuentra ubicada entre las estaciones Federación y Chajarí. La antigua estación de Santa Ana, ubicada en la localidad, fue desactivada durante la construcción de la Represa de Salto Grande en la década de 1970 al quedar sumergida por las aguas del embalse de la misma. Una nueva estación fue construida en el nuevo trazado del ramal, pero a 9,5 km en línea recta al noroeste de la localidad.